# ديانا دوربين
ديانا دوربين (بالإنجليزية: Deanna Durbin)‏ هي مغنية أوبرا ومغنية وموسيقية وممثلة كندية، ولدت في 4 ديسمبر 1921 بوينيبيغ في كندا، وتوفيت في 17 أبريل 2013 بباريس في فرنسا بسبب مرض. بدأت مشوارها المهني سنة 1936، ومن الجوائز التي نالتها Academy Juvenile Award ‏ سنة 1939.

## أعمال

### أفلام
- (1936) ثلاث فتيات ذكيات
- (1937) مائة رجل وفتاة

## جوائز
- Academy Juvenile Award [الإنجليزية]‏ (1939)

## وصلات خارجية
- ديانا دوربين على موقع IMDb (الإنجليزية)
- ديانا دوربين على موقع ألو سيني (الفرنسية)
- ديانا دوربين على موقع ميوزك برينز (الإنجليزية)
- ديانا دوربين على موقع تيرنر كلاسيك موفيز (الإنجليزية)
- ديانا دوربين على موقع أول موفي (الإنجليزية)
- ديانا دوربين على موقع قاعدة بيانات الأفلام السويدية (السويدية)
- ديانا دوربين على موقع إن إن دي بي (الإنجليزية)
- ديانا دوربين على موقع أول ميوزيك (الإنجليزية)
- ديانا دوربين على موقع ديسكوغز (الإنجليزية)
- ديانا دوربين على موقع قاعدة بيانات الفيلم (الإنجليزية)